# Kevin Nicol
Kevin Andrew Nicol (Kirkcaldy, 19 gennaio 1982) è un allenatore di calcio ed ex calciatore scozzese, di ruolo centrocampista.

## Carriera

### Giocatore

#### Club
Nicol giocò, a livello giovanile, per Hill of Beath Hawthorn e Raith Rovers. Dopo aver debuttato per la prima squadra di questi ultimi, passò allo Hibernian. Debuttò con il nuovo club nella Scottish Premier League il 21 aprile 2002, subentrando a Frédéric Arpinon nel successo per quattro a zero sul Motherwell. Sempre contro il Motherwell, ma stavolta in data 24 marzo 2004, segnò la prima rete della sua carriera in campionato con lo Hibernian: la sua squadra pareggiò l'incontro per tre a tre. Totalizzò 19 partite nella massima divisione scozzese.
Nel 2005, fu ceduto in prestito allo Strømsgodset, squadra militante in Adeccoligaen. Esordì il 29 maggio, giocando da titolare nel successo per quattro a uno in casa del Follo. Il 19 giugno andò in rete contro lo Hødd, contribuendo ad un altro successo per quattro a uno.
Al termine del prestito, tornò in patria per giocare nel Peterhead. Nel 2006, però, tornò in Norvegia per vestire la maglia dello Haugesund. Debuttò ufficialmente in un match contro lo Hødd, datato 2 luglio. Con lo Haugesund, raggiunse la finale di Coppa di Norvegia 2007, dove rimase in panchina: il Lillestrøm si impose però per due a zero. Diventò anche capitano della squadra.
Nel 2009, passò al Mjøndalen: esordì il 5 aprile, nella sconfitta per uno a zero in casa del Nybergsund-Trysil. Il 6 settembre arrivò la prima e unica rete in campionato per la squadra: contribuì al successo per tre a zero sul Tromsdalen.
Nel 2010, si trasferì al Moss: giocò la prima partita nella vittoria per uno a zero contro il Sandnes Ulf del 5 aprile. Il 22 agosto realizzò, su calcio di rigore, il gol del definitivo due a zero sull'Alta. A fine stagione, restò svincolato. Nel 2011, passò al Frigg Oslo.
Il 16 dicembre 2011 fu ufficializzato il suo passaggio all'Asker. Debuttò con questa maglia in data 16 aprile 2012, schierato titolare nel successo per 3-0 sul Tromsø 2. Il 14 novembre 2014 venne nominato nuovo allenatore dell'Asker, a partire dal 1º gennaio 2015.

### Allenatore
Il 19 agosto 2022 è stato nominato allenatore ad interim del Mjøndalen. Il 15 novembre successivo la società ha reso noto che Nicol avrebbe proseguito come allenatore del Mjøndalen.

## Palmarès

### Giocatore

#### Competizioni nazionali
- 3. divisjon: 1

Asker: 2015 (gruppo 2)

### Allenatore

#### Competizioni nazionali
- 3. divisjon: 1

Asker: 2015 (gruppo 2)